# 안동 금포고택
안동 금포고택(安東 錦圃古宅)은 경상북도 안동시 임하면 금소리 509-2에 있는 한옥이다. 2013년 8월 19일 경상북도의 문화재자료 제607호로 지정되었다.

## 지정 사유
안동 금포고택은 건립연대를 정확하게 파악할 수 있는 기록19세기의 건물로 추정되며, 1906년 임정한의 손자 임하일이 김윤규로부터 구입한 집이 그 출발점이었을 것으로 생각되며, 처음에는 초가였지만, 이후 어느 시점에 현존하는 와가로 바뀌었을 것으로 판단된다. 2008년에 개변된 곳 상당부분을 옛 모습으로 가다듬어 소유자가 생활하면서 관리상태가 양호한 점과 민속자료로 신청하였으나 건축적으로 보아 문화재자료로 지정하여 보존할 만한 가치가 있다고 판단되어 민속자료적인 성격을 가진 문화재자료로 지정한다.

## 참고 자료
- 안동 금포고택 - 국가유산청 국가유산포털